# Chinnock-Davis Motor Manufacturing Company
Chinnock-Davis Motor Manufacturing Company war ein britischer Hersteller von Fahrrädern und Automobilen.

## Unternehmensgeschichte
Das Unternehmen aus dem Londoner Stadtteil Penge begann 1899 mit der Produktion von Fahrrädern und Automobilen. Der Markenname lautete Chinnock. 1900 präsentierte das Unternehmen Fahrzeuge auf einer Messe in Crystal Palace. Im gleichen Jahr endete die Produktion.

## Automobile
Im Angebot standen einerseits motorisierte Dreiräder. Die offene Karosserie bot Platz für zwei Personen. Zur Wahl standen Einzylindermotoren mit 2,75 PS und 3,5 PS. Eine andere Quelle nennt einen Einbaumotor von De Dion-Bouton mit 2,25 PS Leistung.
Daneben entstanden vierrädrige Voituretten, die es wahlweise mit kurzem und mit langem Radstand gab. Der Motor leistete 3 PS.